# 古勒巴格镇 (莎车县)
古勒巴格镇，是中华人民共和国新疆维吾尔自治区喀什地区莎车县下辖的一个乡镇级行政单位。

## 行政区划
古勒巴格镇下辖以下地区：
昆其力克村、哈尼喀德尔瓦孜村、其乃巴格村、合尼木艾日克村、其格万村、古勒巴格村、恰萨村、铁热克巴格村、库木当村、艾斯提皮尔村、奥依巴格村、阿克奥尔达村、巴格提坎村和恰依喀纳村。